# Plaza Safra
La plaza Safra (en hebreo: כיכר ספרא, Kikar Safra) es un espacio público donde se localiza el ayuntamiento de Jerusalén en Israel. El complejo fue nombrado por Jacob y Esther Safra, padres del filántropo judío - libanés Edmond J. Safra. La construcción comenzó en 1988, pero solo se completó en 1993. La plaza en el extremo oriental de la calle Jaffa , está limitada al este por la calle Shivtei Israel (Tribus de Israel) y forma un triángulo con la plaza  Tzahal y los muros de la ciudad vieja. Algunos de los edificios históricos del complejo ruso fueron restaurados y se incorporançron en el complejo municipal .
La ubicación de la sede del municipio, en la línea de unión entre las partes occidental y oriental de Jerusalén, fue elegida para simbolizar su objetivo de servir a todos los residentes de Jerusalén.